# Ciproterone
Il ciproterone è un derivato del progesterone dotato di proprietà antiandrogene messo in commercio dalla Bayer azienda farmaceutica. Utilizzato per la terapia del carcinoma prostatico inoperabile e nelle turbe sessuali, al dosaggio che varia da 50mg a 300mg al giorno.. 
Tramite acetilazione si ottiene un derivato, il ciproterone acetato che agisce come antagonista del recettore degli androgeni, ma che possiede anche attività progestinica.